# Gurwant
Gurwant (ou Uuoruuant) est un chef breton qui, avec Pascweten, contribua à la mort de Salomon, roi de Bretagne.

## Biographie
Gurwant était l’un des prétendants qui se disputèrent la couronne du royaume de Bretagne après la mort de Salomon (874). Bien qu'aucun document contemporain ne lui donne ce titre, ni ce ressort, il est traditionnellement désigné comme « comte de Rennes ». Toutefois, selon André Chédeville et Hubert Guillotel, « il n'est pas possible d'identifier avec certitude la région qu'il contrôlait, mais il parait vraisemblable que ce fut la Bretagne nord » . Selon Dom Morice, il aurait épousé la fille du roi Erispoë, et prétendait à ce titre succéder à Salomon.
En 874, il conspira avec le comte de Vannes, Pascweten et Guigon, fils de Rivelen, un neveu de Salomon, pour assassiner le roi. Ils régnèrent  conjointement sur la Bretagne comme en témoignent plusieurs chartes du Cartulaire de Redon : « Regnante Pascweten et Worhwant Britanniam » (acte du 29 juin 875) et « Pacsuethen et Gurwant ipsum Salomonem perimerunt… obtinuerunt et inter se diviserunt ».
Selon Reginon de Prüm, en 875, les armées de Pascweten et de Gurwant se rencontrèrent à proximité de Rennes. Pascweten bénéficiait de l'appoint de mercenaires vikings, mais échoua malgré une apparente supériorité numérique. Gurwant tomba malade en 876, ce qui incita Pascweten à lancer une nouvelle attaque. Gurwant réussit à le repousser mais mourut peu après.

### Descendance
- Son fils putatif Judicaël, qui lui aurait succédé comme comte de Rennes[7], sera en lutte avec Alain le Grand, comte de Vannes, pour le trône de Bretagne.

- Selon une hypothèse de Joëlle Quaghebeur, Oreguen/Aourken, une sœur de Judicaël, aurait épousé Alain le Grand, comte de Vannes[8].